# Toolchain
В программном обеспечении набор инструментов (англ. toolchain) представляет собой набор инструментов программирования, который используется для выполнения сложной задачи разработки программного обеспечения или для создания программного продукта, обычно представляющего собой другую компьютерную программу или набор связанных программ. Как правило, набор из инструментов выполняется последовательно, поэтому выходные данные или результирующее состояние среды каждого инструмента становятся входными данными или исходной средой для следующего, но этот термин также используется для обозначения набора связанных между собой инструментов, которые не обязательно выполняются последовательно.
Простой набор инструментов для разработки программного обеспечения может состоять из компилятора и компоновщика (которые преобразуют исходный код в исполняемую программу), библиотек (которые предоставляют интерфейсы для операционной системы) и отладчика (который используется для тестирования и отладки созданных программ). Сложный программный продукт, такой как видеоигра, нуждается в инструментах для подготовки звуковых эффектов, музыки, текстур, трёхмерных моделей и анимаций вместе с дополнительными инструментами для объединения этих ресурсов в готовый продукт.

## В программировании
- GNU toolchain — набор созданных в рамках проекта GNU пакетов программ, необходимых для компиляции и генерации исполняемого кода из исходных текстов
- Набор инструментов LLVM